# NGC 4640
NGC 4640 (другие обозначения — NGC 4640A, UGC 7888, MCG 2-32-190, ZWG 71.9, VCC 1949, PGC 42753) — карликовая галактика в созвездии Девы. Открыта 17 апреля 1887 года Льюисом Свифтом. Является частью скопления Девы.
Этот объект занесён в «Новый общий каталог» дважды с обозначениями NGC 4640, NGC 4640A. Он входит в число перечисленных в оригинальной редакции «Нового общего каталога».
В 1986 году Хухтмайер и Рихтер сообщили о наблюдении в галактике радиолинии нейтрального водорода (H I) с потоком 24 мЯн, однако в позднейших более тщательных измерениях это заявление не подтвердилось.
Классифицируется в разных источниках как линзовидная (S0), карликовая линзовидная (dS0) и карликовая эллиптическая (dE) галактика.
Составляет визуальную пару с галактикой NGC 4640B (LEDA 214021), находящейся на расстоянии 0,9′ к востоку. Однако это лишь случайное сближение на небесной сфере: радиальная скорость NGC 4640B на порядок больше, то есть она находится значительно дальше, чем NGC 4640, и не является её физическим компаньоном.
Ядро галактики сливается с её балджем. Позиционный угол большой оси изофот в центральных областях галактики изменяется с приближением к центру.